# Schistura
Schistura es un género de peces de la familia Balitoridae en el orden de los Cypriniformes. Todos los miembros de Schistura viven en arroyos y hábitats fluviales  y algunos habitan cuevas

## Especies
Contiene aproximadamente unas 200 especies. La mayoría estaban incluidos anteriormente en Nemacheilus.
- Schistura acuticephalus - (Hora, 1929)
- Schistura afasciata - Mirza & Banarescu, 1981
- Schistura alepidota - (Mirza & Banarescu, 1970)
- Schistura alta - Nalbant & Bianco, 1998
- Schistura alticrista - Kottelat, 1990
- Schistura altipedunculatus - (Banarescu & Nalbant, 1968)
- Schistura amplizona - Kottelat, 2000
- Schistura anambarensis - (Mirza & Banarescu, 1970)
- Schistura antennata - Freyhof & Serov, 2001
- Schistura aramis - Kottelat, 2000
- Schistura arifi - Mirza & Banarescu, 1981
- Schistura athos - Kottelat, 2000
- Schistura atra - Kottelat, 1998
- Schistura bachmaensis - Freyhof & Serov, 2001
- Schistura bairdi - Kottelat, 2000
- Schistura balteata - (Rendahl, 1948)
- Schistura bampurensis - (Nikolskii, 1900)
- Schistura bannaensis - Chen, Yang & Qi, 2005
- Schistura beavani - (Günther, 1868)
- Schistura bella - Kottelat, 1990
- Schistura bolavenensis - Kottelat, 2000
- Schistura breviceps - (Smith, 1945)
- Schistura bucculenta - (Smith, 1945)
- Schistura callichromus - (Zhu & Wang, 1985)
- Schistura carbonaria - Freyhof & Serov, 2001
- Schistura cataracta - Kottelat, 1998
- Schistura caudofurca - (Mai, 1978)
- Schistura ceyhanensis - Erk'Akan, Nalbant & Özeren, 2007
- Schistura chapaensis - (Rendahl, 1944)
- Schistura chindwinica - (Tilak & Husain, 1990)
- Schistura chrysicristinae - Nalbant, 1998
- Schistura cincticauda - (Blyth, 1860)
- Schistura clatrata - Kottelat, 2000
- Schistura conirostris - (Zhu, 1982)
- Schistura corica - (Hamilton, 1822)
- Schistura coruscans - Kottelat, 2000
- Schistura crabro - Kottelat, 2000
- Schistura cristata - (Berg, 1898)
- Schistura cryptofasciata - Chen, Kong & Yang, 2005
- Schistura curtistigma - Mirza & Nalbant, 1981
- Schistura dalatensis - Freyhof & Serov, 2001
- Schistura daubentoni - Kottelat, 1990
- Schistura dayi - (Hora, 1935)
- Schistura deansmarti - Vidthayanon & Kottelat, 2003
- Schistura defectiva - Kottelat, 2000
- Schistura deignani - (Smith, 1945)
- Schistura denisoni - (Day, 1867)
- Schistura desmotes - (Fowler, 1934)
- Schistura disparizona - Zhou & Kottelat, 2005
- Schistura dorsizona - Kottelat, 1998
- Schistura dubia - Kottelat, 1990
- Schistura ephelis - Kottelat, 2000
- Schistura evreni - Erk'Akan, Nalbant & Özeren, 2007
- Schistura fascimaculata - Mirza & Nalbant, 1981
- Schistura fasciolata - (Nichols & Pope, 1927)
- Schistura finis - Kottelat, 2000
- Schistura fowleriana - (Smith, 1945)
- Schistura fusinotata - Kottelat, 2000
- Schistura geisleri - Kottelat, 1990
- Schistura globiceps - Kottelat, 2000
- Schistura harnaiensis - (Mirza & Nalbant, 1969)
- Schistura hingi - (Herre, 1934)
- Schistura horai - (Menon, 1952)
- Schistura humilis - (Lin, 1932)
- Schistura huongensis - Freyhof & Serov, 2001
- Schistura imitator - Kottelat, 2000
- Schistura implicata - Kottelat, 2000
- Schistura incerta - (Nichols, 1931)
- Schistura irregularis - Kottelat, 2000
- Schistura isostigma - Kottelat, 1998
- Schistura jarutanini - Kottelat, 1990
- Schistura kangjupkhulensis - (Hora, 1921)
- Schistura kaysonei - Vidthayanon & Jaruthanin, 2002
- Schistura kengtungensis - (Fowler, 1936)
- Schistura kessleri - (Günther, 1889)
- Schistura khamtanhi - Kottelat, 2000
- Schistura khugae - Vishwanath & Shanta, 2004
- Schistura kloetzliae - Kottelat, 2000
- Schistura kohatensis - Mirza & Banarescu, 1981
- Schistura kohchangensis - (Smith, 1933)
- Schistura kongphengi - Kottelat, 1998
- Schistura kontumensis - Freyhof & Serov, 2001
- Schistura laterimaculata - Kottelat, 1990
- Schistura latidens - Kottelat, 2000
- Schistura latifasciata - (Zhu & Wang, 1985)
- Schistura lepidocaulis - Mirza & Nalbant, 1981
- Schistura leukensis - Kottelat, 2000
- Schistura lindbergi - (Banarescu & Mirza, 1965)
- Schistura longa - (Zhu, 1982)
- Schistura machensis - (Mirza & Nalbant, 1970)
- Schistura macrocephalus - Kottelat, 2000
- Schistura macrolepis - Mirza & Banarescu, 1981
- Schistura macrotaenia - (Yang, 1990)
- Schistura maculiceps - (Roberts, 1989)
- Schistura maepaiensis - Kottelat, 1990
- Schistura magnifluvis - Kottelat, 1990
- Schistura mahnerti - Kottelat, 1990
- Schistura malaisei - Kottelat, 1990
- Schistura manipurensis - (Chaudhuri, 1912)
- Schistura melarancia - Kottelat, 2000
- Schistura menanensis - (Smith, 1945)
- Schistura microlabra - Mirza & Nalbant, 1981
- Schistura minutus - Vishwanath & Shanta Kumar, 2006
- Schistura moeiensis - Kottelat, 1990
- Schistura montana - McClelland, 1838
- Schistura nagaensis - (Menon, 1987)
- Schistura nagodiensis - Sreekantha, Gururaja, Remadevi, Indra & Ramachandra, 2006
- Schistura nalbanti - (Banarescu & Mirza, 1972)
- Schistura namboensis - Freyhof & Serov, 2001
- Schistura namiri - (Krupp & Schneider, 1991)
- Schistura nandingensis - (Zhu & Wang, 1985)
- Schistura naseeri - (Ahmad & Mirza, 1963)
- Schistura nasifilis - (Pellegrin, 1936)
- Schistura nicholsi - (Smith, 1933)
- Schistura nielseni - Nalbant & Bianco, 1998
- Schistura niulanjiangensis - Chen, Lu & Mao, 2006
- Schistura nomi - Kottelat, 2000
- Schistura notostigma - (Bleeker, 1863)
- Schistura novemradiata - Kottelat, 2000
- Schistura nudidorsum - Kottelat, 1998
- Schistura obeini - Kottelat, 1998
- Schistura oedipus - (Kottelat, 1988)
- Schistura orthocauda - (Mai, 1978)
- Schistura pakistanica - (Mirza & Banarescu, 1969)
- Schistura papulifera - Kottelat, Harries & Proudlove, 2007
- Schistura paucicincta - Kottelat, 1990
- Schistura paucifasciata - (Hora, 1929)
- Schistura personata - Kottelat, 2000
- Schistura pertica - Kottelat, 2000
- Schistura pervagata - Kottelat, 2000
- Schistura poculi - (Smith, 1945)
- Schistura porthos - Kottelat, 2000
- Schistura prashadi - (Hora, 1921)
- Schistura prashari - (Hora, 1933)
- Schistura pridii - Vidthayanon, 2003
- Schistura procera - Kottelat, 2000
- Schistura pseudofasciolata - Zhou & Cui, 1993
- Schistura psittacula - Freyhof & Serov, 2001
- Schistura punctifasciata - Kottelat, 1998
- Schistura punjabensis - (Hora, 1923)
- Schistura quaesita - Kottelat, 2000
- Schistura quasimodo - Kottelat, 2000
- Schistura rara - (Zhu & Cao, 1987)
- Schistura reidi - (Smith, 1945)
- Schistura rendahli - (Banarescu & Nalbant, 1968)
- Schistura reticulata - Vishwanath & Nebeshwar, 2004
- Schistura reticulofasciata - (Singh & Banarescu, 1982)
- Schistura rikiki - Kottelat, 2000
- Schistura robertsi - Kottelat, 1990
- Schistura rupecula - McClelland, 1838
- Schistura russa - Kottelat, 2000
- Schistura samantica - (Banarescu & Nalbant, 1978)
- Turkmenian loach (Schistura sargadensis) - (Nikolskii, 1900)
- Schistura savona - (Hamilton, 1822)
- Schistura scaturigina - McClelland, 1839
- Schistura schultzi - (Smith, 1945)
- Schistura semiarmata - (Day, 1867)
- Schistura sertata - Kottelat, 2000
- Schistura sexcauda - (Fowler, 1937)
- Schistura seyhanicola - Erk'Akan, Nalbant & Özeren, 2007
- Schistura shadiwalensis - Mirza & Nalbant, 1981
- Schistura sharavathiensis - Sreekantha, Gururaja, Remadevi, Indra & Ramachandra, 2006
- Schistura sigillata - Kottelat, 2000
- Schistura sijuensis - (Menon, 1987)
- Schistura similis - Kottelat, 1990
- Schistura sokolovi - Freyhof & Serov, 2001
- Schistura sombooni - Kottelat, 1998
- Schistura spekuli - Kottelat, 2004
- Schistura spiesi - Vidthayanon & Kottelat, 2003
- Schistura spiloptera - (Valenciennes, 1846)
- Schistura spilota - (Fowler, 1934)
- Schistura suber - Kottelat, 2000
- Schistura susannae - Freyhof & Serov, 2001
- Schistura tenura - Kottelat, 2000
- Schistura thanho - Freyhof & Serov, 2001
- Schistura tigrinum - Vishwanath & Nebeshwar Sharma, 2005
- Schistura tirapensis - Kottelat, 1990
- Schistura tizardi - Kottelat, 2000
- Schistura tubulinaris - Kottelat, 1998
- Schistura vinciguerrae - (Hora, 1935)
- Schistura waltoni - (Fowler, 1937)
- Schistura xhatensis - Kottelat, 2000
- Schistura yersini - Freyhof & Serov, 2001
- Schistura zonata - McClelland, 1839